# 夷守岳
夷守岳（ひなもりだけ）は、九州南部に広がる霧島山の北東部に位置する火山である。霧島連山の中心付近にある獅子戸岳から北東へ大幡山、大幡池、丸岡山、夷守岳と続く連山の北端部に位置し、小林盆地に突出した急峻な山容から生駒富士と呼ばれることもある。南東山腹に夷守台と呼ばれる台地を抱え、北部山麓には生駒高原が広がる。

## 地質
夷守岳は霧島火山群の中でも新しい部類である新期霧島火山に属する。3万8千年前、アワオコシ軽石を噴出した火山活動によって古夷守岳の山体が形成された。この旧火山体は3万5千年前に山体崩壊を起こして原形を留めておらず、これに伴う大規模な岩屑なだれによって小林盆地南西部に丘陵地形（流れ山）が残された。山体崩壊直後の噴火と3万3千年前の噴火によって現在の山体がつくられた。

## 生物
東側および西側斜面は標高1000メートル付近までスギやヒノキの人工林が広がっている。北側斜面には天然の植生が残されており、標高600-750メートル付近はイスノキ、ウラジロガシ、スダジイなど、750-1250メートル付近にはモミ、ツガ、コガクウツギなど、1250メートル付近にはシラキ、ブナ、ミズナラなど、山頂付近にはマンサク、クマシデ、コツクバネウツギなどが分布する。

## 歴史
山名は小林盆地付近を指す古地名「夷守」に由来し、江戸時代には雛守岳とも書かれていた。享保14年（1729年）8月27日から明治6年（1873年）までの間、山の中腹の筑地に霧島六社権現の一つ霧島山中央六所権現宮（霧島岑神社）が鎮座していた。。